# Biennium
Das Biennium war ein allgemeinbildendes zweijähriges Vorbereitungsstudium für alle Fächer der Philosophischen Fakultäten.

## Geschichte
Im 18. Jahrhundert waren der Aufbau des Bienniums und seine Lehrinhalte teilweise noch am Quadrivium ausgerichtet. Es diente nicht zuletzt der Vertiefung der lateinischen Sprachkenntnisse der Studenten.
Bis in die 1840er Jahre war das Biennium in den süddeutschen Staaten des Deutschen Bundes eine Voraussetzung für das Studium an den drei höheren Fakultäten. Das waren Theologie, Rechtswissenschaft und Medizin. An der Ludwig-Maximilians-Universität München wurde das Biennium am 10. Mai 1838 eingeführt. Im Biennium war es den Studenten verboten, in einer Studentenverbindung aktiv zu werden. Der Überwachung diente eine eigene Behörde, das Ephorat. Seine strengen Visitationen von Kneipen nannte man „Philosophenfang“.
Bereits ab ca. 1830 ersetzte das Abitur das Biennium als Studienvoraussetzung. 1849 wurde das biennium philosophicum endgültig abgeschafft.